# Dōse, Koishite Shimaunda
Dōse, Koishite Shimaunda (どうせ、恋してしまうんだ。?) es una serie de manga japonesa escrita e ilustrada por Haruka Mitsui. Se ha serializado en la revista de manga shōjo Nakayoshi de Kōdansha desde noviembre de 2020, con sus capítulos recopilados en ocho volúmenes de tankōbon a partir de marzo de 2024. Una adaptación de la serie de televisión de anime producida por Typhoon Graphics se estrenó en enero de 2025. Se ha anunciado una segunda temporada.

## Personajes
Kizuki Hazawa (羽沢 輝月 Hazawa Kizuki?)
 Seiyū: Kazuki Ura
Mizuho Nishino (西野 水帆 Nishino Mizuho?)
 Seiyū: Sakura Shinfuku
Shin Kashiwagi (柏木 深 Kashiwagi Shin?)
 Seiyū: Sion Yoshitaka
Airu Izumi (和泉 藍 Izumi Airu?)
 Seiyū: Shōya Chiba
Shugo Hoshikawa (星川 周吾 Hoshikawa Shūgo?)
 Seiyū: Satoshi Inomata
Ryōsuke Saitō (斉藤 涼介 Saitō Ryōsuke?)
 Seiyū: Yūto Uemura
Chika Kurashiki (倉敷 千夏 Kurashiki Chika?)
 Seiyū: Azusa Tadokoro
Tōgo Hoshikawa (星川 透吾 Hoshikawa Tōgo?)
 Seiyū: Yūichirō Umehara
Manami Shiraishi (白石 真波 Shiraishi Manami?)
 Seiyū: Kaori Nazuka

## Contenido de la obra

### Manga
Dōse, Koishite Shimaunda está escrita e ilustrada por Haruka Mitsui y comenzó a serializarse en la revista de manga shōjo Nakayoshi de Kōdansha el 2 de noviembre de 2020. Kodansha ha recopilado sus capítulos en volúmenes tankōbon individuales. El primer volumen se publicó el 12 de marzo de 2021. Al 13 de marzo de 2024, se publicaron ocho volúmenes.
En Norteamérica, Kodansha USA ha autorizado el manga para su lanzamiento digital en inglés. En julio de 2023, Kodansha USA anunció que comenzarían a publicar el manga impreso en 2024.
| Volúmenes de manga publicados | Volúmenes de manga publicados | Volúmenes de manga publicados |
| Número                        | Fecha de lanzamiento          | ISBN                          |
| ----------------------------- | ----------------------------- | ----------------------------- |
| 1                             | 12 de marzo de 2021           | ISBN 978-4-06-522664-3        |

### Anime
En febrero de 2024, se anunció que el manga recibiría una adaptación de serie de televisión de anime. Será producida por Typhoon Graphics y dirigida por Junichi Yamamoto, con guiones escritos por Yū Murai y Nagisa Nario, personajes diseñados por Io Shiiba y música compuesta por Keiji Inai. La serie se estrenó en TBS y BS11 el 10 de enero de 2025. El tema de apertura es "Make it Count" de INI, mientras que el tema de cierre es "Negaigoto" de Marcy. Crunchyroll transmite la serie.
Tras la emisión del episodio final, se ha anunciado una segunda temporada.

## Recepción
La serie tenía más de 1 millón de copias en circulación en octubre de 2023.